# Färöischer Fußballpokal 1974
Der Färöische Fußballpokal 1974 fand zwischen dem 19. Mai und 6. Oktober 1974 statt und wurde zum 20. Mal ausgespielt. In den beiden Endspielen siegte VB Vágur mit 4:0 und 3:5 gegen Titelverteidiger HB Tórshavn und konnte den Pokal somit zum ersten Mal gewinnen.
VB Vágur und HB Tórshavn belegten in der Meisterschaft die Plätze drei und eins.

## Teilnehmer
Teilnahmeberechtigt waren folgende sechs Mannschaften der Meistaradeildin:
| Meistaradeildin                                                           |
| B36 Tórshavn HB Tórshavn ÍF Fuglafjørður KÍ Klaksvík TB Tvøroyri VB Vágur |

## Modus
Für den Pokal waren alle Erstligisten zugelassen. Diese spielten zunächst in einer Runde drei Teilnehmer aus, wovon einer direkt für das Finale qualifiziert war. Die übrigen beiden Mannschaften ermittelten den zweiten Finalteilnehmer. Das Finale fand ab diesem Jahr mit Hin- und Rückspiel statt. Alle Runden wurden im K.-o.-System ausgetragen.

## Qualifikationsrunde
Die Partien der Qualifikationsrunde fanden am 19. Mai statt.
|                 | Ergebnis |             |
| --------------- | -------- | ----------- |
| B36 Tórshavn    | 2:1      | TB Tvøroyri |
| ÍF Fuglafjørður | 0:8      | HB Tórshavn |
| VB Vágur        | ?:?      | KÍ Klaksvík |

## Halbfinale
Die Halbfinalpartie fand am 12. Juni statt.
|              | Ergebnis                         |             |
| ------------ | -------------------------------- | ----------- |
| B36 Tórshavn | 1:1 n. V. (1:1, ?:?) (4:5 i. E.) | HB Tórshavn |
| VB Vágur     |                                  | Freilos     |

## Finale

### Hinspiel
| Paarung  | VB Vágur – HB Tórshavn |
| Ergebnis | 4:0                    |
| Datum    | 22. September 1974     |
| Stadion  | Á Eiðinum, Vágur       |
| Tore     | ?                      |

### Rückspiel
| Paarung  | HB Tórshavn – VB Vágur |
| Ergebnis | 5:3                    |
| Datum    | 6. Oktober 1974        |
| Stadion  | Gundadalur, Tórshavn   |
| Tore     | ?                      |